# اعجوبه فضایی (فیلم)
اعجوبه فضایی (به انگلیسی: Space Oddity) فیلمی محصول سال ۲۰۲۲ و به کارگردانی کیرا سجویک است. در این فیلم بازیگرانی همچون کایل آلن، الکساندرا شیپ، مدلین بروئر، کری پرستون، سایمون هلبرگ، کوین بیکن و آردن میرین ایفای نقش کرده‌اند.